# 印度妇女全国联合会
印度妇女全国联合会（英語：National Federation of Indian Women，缩写为NFIW）是印度的一个全国性妇女组织，为印度共产党的妇女翼。1954年6月4日，它在加尔各答成立，创始人是包括阿鲁娜·阿萨夫·阿里在内的多位来自妇女自卫协会的领导人。该组织的总部位于新德里。现任主席是赛义达·哈米德，总书记是妮莎·西杜。该组织是国际民主妇女联合会的成员。